# Siamthelphusa improvisa
Siamthelphusa improvisa is een krabbensoort uit de familie van de Gecarcinucidae. De wetenschappelijke naam van de soort is voor het eerst geldig gepubliceerd in 1902 door Lanchester.